# Drakochrysa sinica
Drakochrysa sinica là một loài côn trùng trong họ Chrysopidae thuộc bộ Neuroptera. Loài này được C.-k. Yang & Hong miêu tả năm 1990.